# Hilgermissen
Hilgermissen là một đô thị ở huyện huyện Nienburg, trong bang Niedersachsen, nước Đức. Đô thị Hilgermissen có diện tích 54,43 km².